# 1906 no jornalismo
Nesta página encontrará referências aos acontecimentos directamente relacionados com o jornalismo ocorridos durante o ano de 1906.

## Eventos
- Junho — Início da publicação do jornal "Eco fotográfico" em Lisboa, que foi publicado até 1913.[1]
- 16 de Fevereiro — São apreendidos, em Lisboa, os jornais "A Paródia", "Novidades" e "O Liberal", por críticas ao Governo.

## Nascimentos
| Data          | Nome                                    | Profissão                     | Nacionalidade | Observações | Ref |
| ------------- | --------------------------------------- | ----------------------------- | ------------- | ----------- | --- |
| 3 de julho    | Anselmo de Sousa Bettencourt e Silveira | político, jornalista e médico | Portugal      | m. 1972     |     |
| 2 de novembro | Costa Júnior                            | jornalista                    | Portugal      | m. 1988     |     |

## Mortes
| Data          | Nome          | Profissão              | Nacionalidade | Observações               | Ref   |
| ------------- | ------------- | ---------------------- | ------------- | ------------------------- | ----- |
| 7 de dezembro | Élie Ducommun | jornalista e pacifista | Suíça         | n. 1833 Nobel da Paz 1902 | [ 2 ] |